# Силантьевский сельсовет
Силантьевский сельсовет — муниципальное образование в Бирском районе Башкортостана.

## История
Согласно «Закону о границах, статусе и административных центрах муниципальных образований в Республике Башкортостан» имеет статус сельского поселения.
Закон Республики Башкортостан от 2004 года «Об изменениях в административно-территориальном устройстве Республики Башкортостан, изменениях границ и преобразованиях муниципальных образований в Республике Башкортостан», ст. 1, ч. 104 гласит:
104. Изменить границы Бирского района, Силантьевского сельсовета Бирского района и города Бирска согласно представленной схематической карте, передав поселок Никольский Силантьевского сельсовета Бирского района в состав территории города Бирска.

## Население
| 2002 | 2009  | 2010  | 2012  | 2013 | 2014 | 2015 |
| ---- | ----- | ----- | ----- | ---- | ---- | ---- |
| 1019 | ↗1044 | ↘1024 | ↘1007 | ↘976 | ↘968 | ↘959 |
| 2016 | 2017  |       |       |      |      |      |
| ↗972 | →972  |       |       |      |      |      |

## Состав сельского поселения
| № | Населённый пункт | Тип населённого пункта       | Население |
| - | ---------------- | ---------------------------- | --------- |
| 1 | Силантьево       | село, административный центр | ↗677      |
| 2 | Костарево        | село                         | ↘210      |
| 3 | Камышинка        | село                         | ↘117      |
| 4 | Мордвиновка      | деревня                      | ↘20       |

В 2004 году в состав нынешнего городского поселения город Бирск передан посёлок Никольский.